# Carex minuticulmis
Carex minuticulmis là một loài thực vật có hoa trong họ Cói. Loài này được S.W.Su & S.M.Xu mô tả khoa học đầu tiên năm 1988.